# Simply Shady
«Simply Shady» es una canción del músico británico George Harrison, publicada en el álbum de estudio Dark Horse (1974). Según el propio Harrison, la letra de la canción aborda su conducta rebelde durante sus últimos años de matrimonio con Pattie Boyd y el atractivo de los placeres terrenales frente a los logros espirituales. La canción fue escrita en la India a comienzos de 1974 e incluye referencias a la canción de The Beatles «Sexy Sadie», un tema también compuesto durante la estancia del grupo en Rishikesh. 

## Personal
- George Harrison: voz, guitarra eléctrica y coros.
- Tom Scott: saxofones
- Robben Ford: guitarra eléctrica
- Roger Kellaway: piano y órgano.
- Max Bennett: bajo
- John Guerin: batería